# 秦朗
秦朗（2世纪—3世纪），字元明，小字阿穌，并州新興雲中人。三國時曹魏將領，官至驍騎將軍，曹操的继子兼養子，曹叡的近臣。

## 生平
秦朗父親秦宜祿是呂布部下，奉命出使袁術，袁術把汉朝宗室女嫁给他。妻子杜氏和儿子秦朗留在下邳。建安三年（198年），曹操围攻吕布于下邳，曹操見杜氏美貌，自納為妾。秦宜祿归降曹操，担任铚县（今安徽省濉溪县）县长。劉備大將張飛以夺妻之仇怂恿秦宜祿叛曹。宜祿随张飞出走，不久反悔，被张飞杀死。秦朗随母住在曹府，言行谨慎低调。曹操很喜欢秦朗，曾经对宾客说：「世上有人像我这样疼爱继子的嗎？」
秦朗長大後四處游歷，一直都沒有任官。直至太和元年（227年），曹叡即位後，秦朗被召命為驍騎將軍、給事中，並且經常伴隨曹叡出行。當時曹叡喜好舉發人的罪行，甚至有數個罪犯因小過失就要被處死；秦朗見這些事都沒有諫止曹叡，而且又未曾為朝廷推薦一個賢才，但秦朗始終都得到曹叡的寵信，經常詢問他的意見，又多次賞賜秦朗，更為他建了一幢大府第。其他人雖然知道就算去賄賂秦朗也不會為自己帶來好處，但仍因為他親近皇帝，而時常去賄賂他，以至秦朗的財富比得上那些在朝中任高職，獲封爵的名臣大將。魏略將秦朗、孔桂兩人事蹟編錄於「佞幸傳」當中。
青龍元年（233年），原本臣服於曹魏的鮮卑大人步度根與一直與曹魏作對的鮮卑大人軻比能勾結，并州刺史畢軌發現後上表討伐，派遣蘇尚、董弼二將領兵征討但最終戰敗二將身亡，反而令步度根與軻比能更為齊心，合力侵襲曹魏邊郡。曹叡於是派秦朗率領中央的部隊討伐他們。最終秦朗擊敗鮮卑軍，軻比能和步度根敗走漠北，而原本在并州軍隊戰敗後叛離曹魏的步度根部將泄歸泥亦投降，秦朗於是撤軍。　
青龍二年，蜀漢丞相諸葛亮率領大軍進犯關中地方進行最後一次北伐作戰，曹叡派遣秦朗率領步騎兩萬兵馬趕赴關中支援協助司馬懿指揮調度作戰防備蜀軍。
景初二年（238年）十二月，曹叡病重，原打算以燕王曹宇为大将军，与夏侯献、曹爽、曹肇及秦朗一同辅政。但夏侯獻等人和中书监刘放和中书令孙资有矛盾，刘、孙为了自保，说服曹叡更改诏书，以曹爽为大将军，与太尉司马懿辅政。而秦朗等人皆被免官，亦不得進入宮省，得知被免官消息的秦朗與曹宇、夏侯獻、曹肇等四人在返家歸途中相互泣訴後道別。此後史書便無秦朗相關事蹟。

## 藝術形象
小說《三國演義》中於諸葛亮北伐時亦粉墨登場，被曹魏大將司馬懿提拔為魏國前將軍，諸葛亮曾提及其驍勇。司馬懿派鄭文前去蜀軍詐降並親斬其弟秦明謊稱秦朗，不過被諸葛亮識破並設計使秦朗戰死沙場，秦朗死後諸葛亮隨即處決鄭文。

## 家庭

### 生父
- 秦宜祿，呂布的部將，後被張飛所殺。

### 繼父
- 曹操

### 生母
- 杜氏，在呂布被滅後成為曹操的妾。

### 異父同母弟妹
- 曹林，曹操與杜氏之子，曹魏沛王。
- 曹袞，曹操與杜氏之子，曹魏中山王。
- 金鄉公主，曹操與杜氏之女，嫁何晏。

### 子
- 秦秀，秦朗之子，為人剛直，西晉博士。